# Concours de lancer de crêpes en hauteur
Un concours de lancer de crêpes en hauteur récompense la personne qui lance une crêpe le plus haut possible à partir d'une poêle. La crêpe devant être cuite sur ses deux faces, le lancer permet de faire sauter la crêpe pour la retourner afin de cuire la deuxième face et de la rattraper dans la poêle. Par extension un concours du plus haut lancer fut créé.

## Records
Le 11 décembre 2009, l'Américain John Young entre dans le livre Guinness des records pour un lancer de 8,69 m. Il dispose d'une technique particulière prenant le manche de la poêle à deux mains pour effectuer le lancer tout en la plaçant à ses pieds pour donner de l'élan.
Quelques règles sont à respecter. La crêpe doit être cuite sur le lieu du concours par le lanceur. Elle doit respecter une masse de 170 g et faire une taille d'environ 20 cm de diamètre.
Le record non homologué est détenu depuis 2008 par un Français du Finistère avec un lancer à 9,60 m de haut au festival de l'insolite.